# Eduardo Rodríguez
Eduardo Rodríguez Veltzé (Cochabamba, 2 maart 1959) is een Boliviaans jurist en voormalig politicus. Hij was van 2005 tot 2006 tijdelijk president van Bolivia.
Rodríguez werd geboren te Cochabamba en studeerde rechten aan de Universidad Mayor de San Simón en Harvard. Hij studeerde af als advocaat in 1981. Rodríguez volgde ook een studie bestuurskunde.
In 1999 werd Rodríguez president van het Hooggerechtshof van Bolivia. Op 10 juni 2005 volgde hij de Boliviaanse president Carlos Mesa op, die na massale protesten zijn ambt had neergelegd. Volgens de Boliviaanse grondwet moest Mesa worden opgevolgd door de voorzitter van de Senaat, Hormando Vaca Díez, of anders door de voorzitter van de Kamer van Afgevaardigden, Mario Cossío, doch deze twee werden door de protesterende massa niet geaccepteerd als opvolger. Uiteindelijk werd Rodríguez door het parlement aangewezen. 
Rodríguez schreef verkiezingen uit, die op 18 december 2005 werden gewonnen door Evo Morales.